# Кайруан
Кайруан (араб. القيروان, що значить «караван») — місто в Тунісі, священне місто мусульман Магрибу і четверте за святістю місто Ісламу. У 1988 році занесений до числа пам'яток Світової спадщини ЮНЕСКО.

## Персоналії
- Фатіма аль-Фіхрі (800—880) — була арабською мусульманкою, якій приписують заснування 859 року найстарішого освітнього закладу в світі
- Жорж Кравенн (1914—2009) — французький продюсер та журналіст.

## Галерея

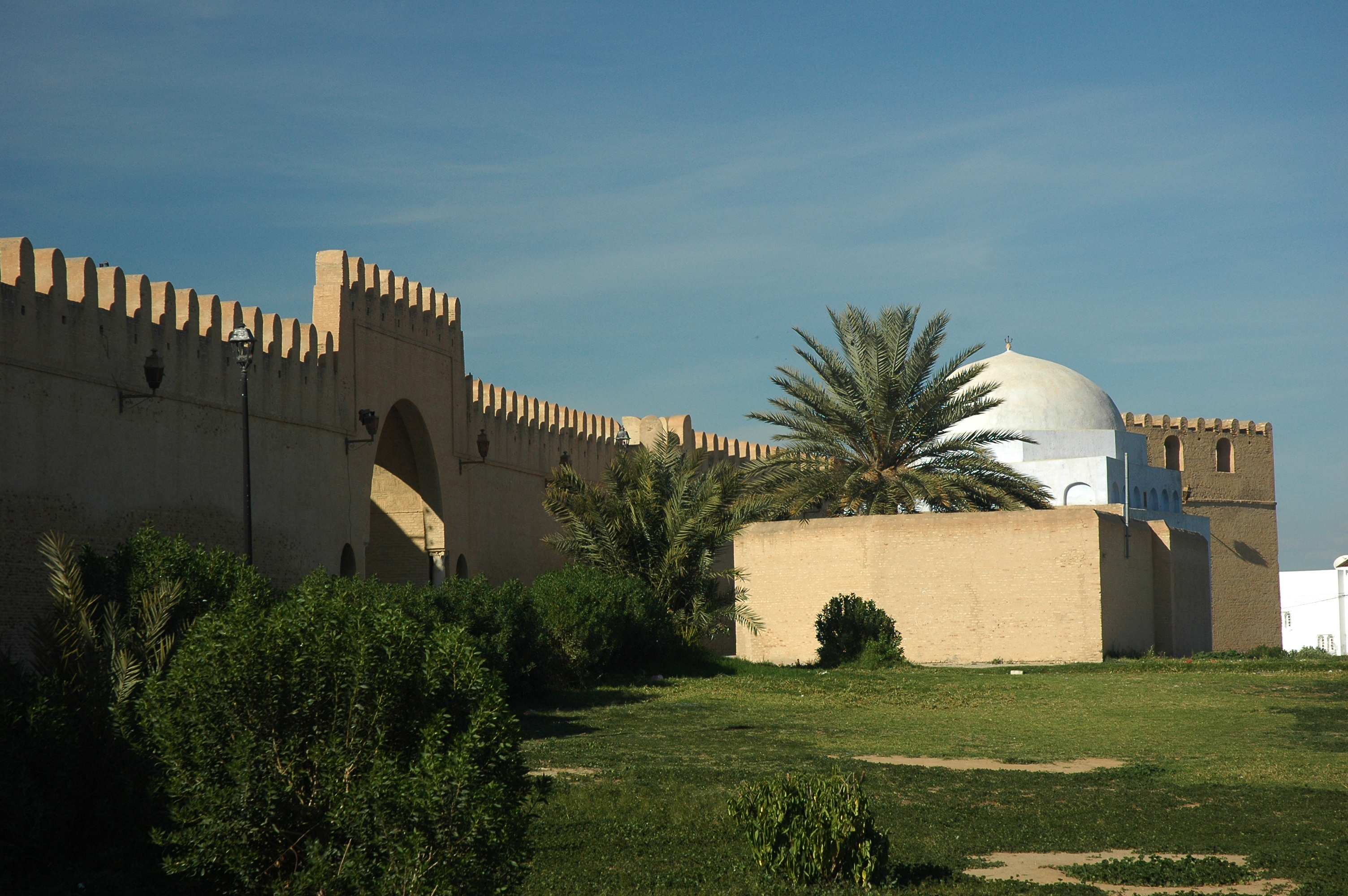
Міський мур
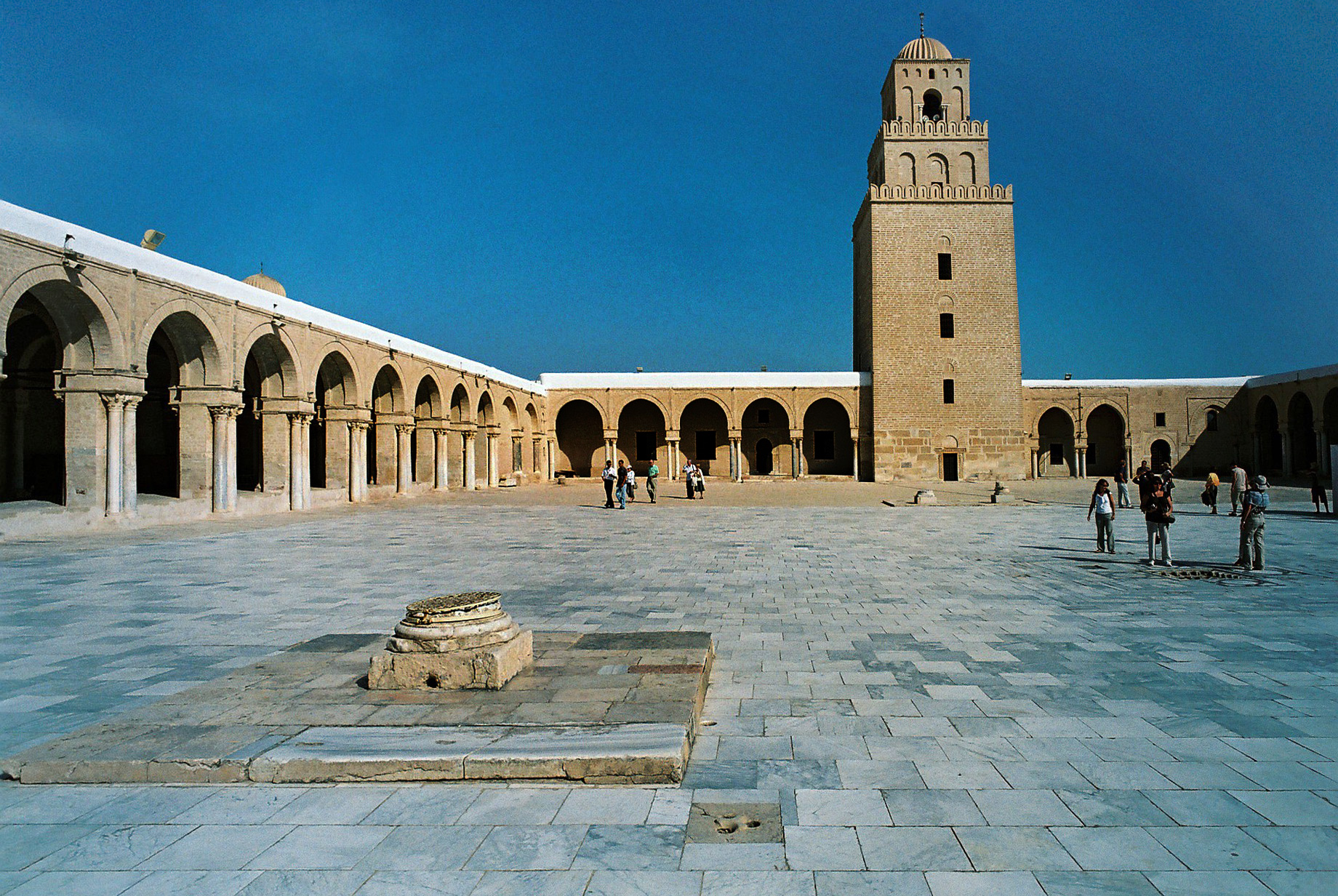
Велика мечеть Кайруана
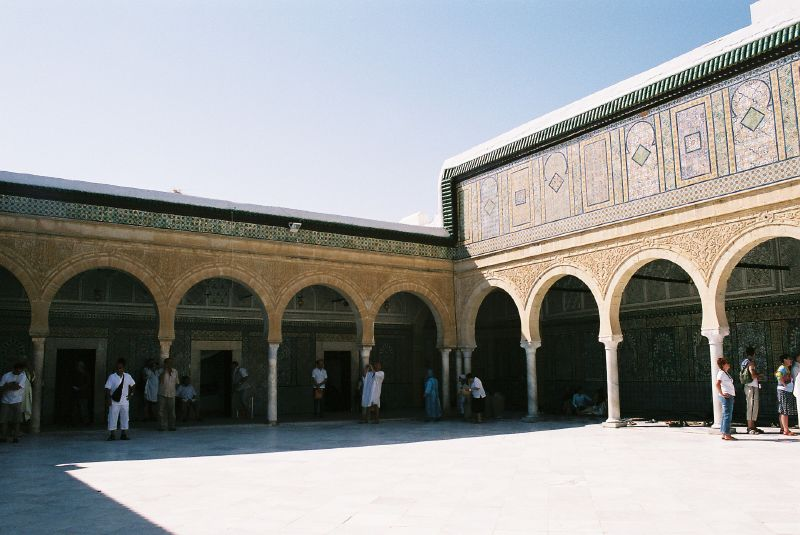
Мечеть цирюльників
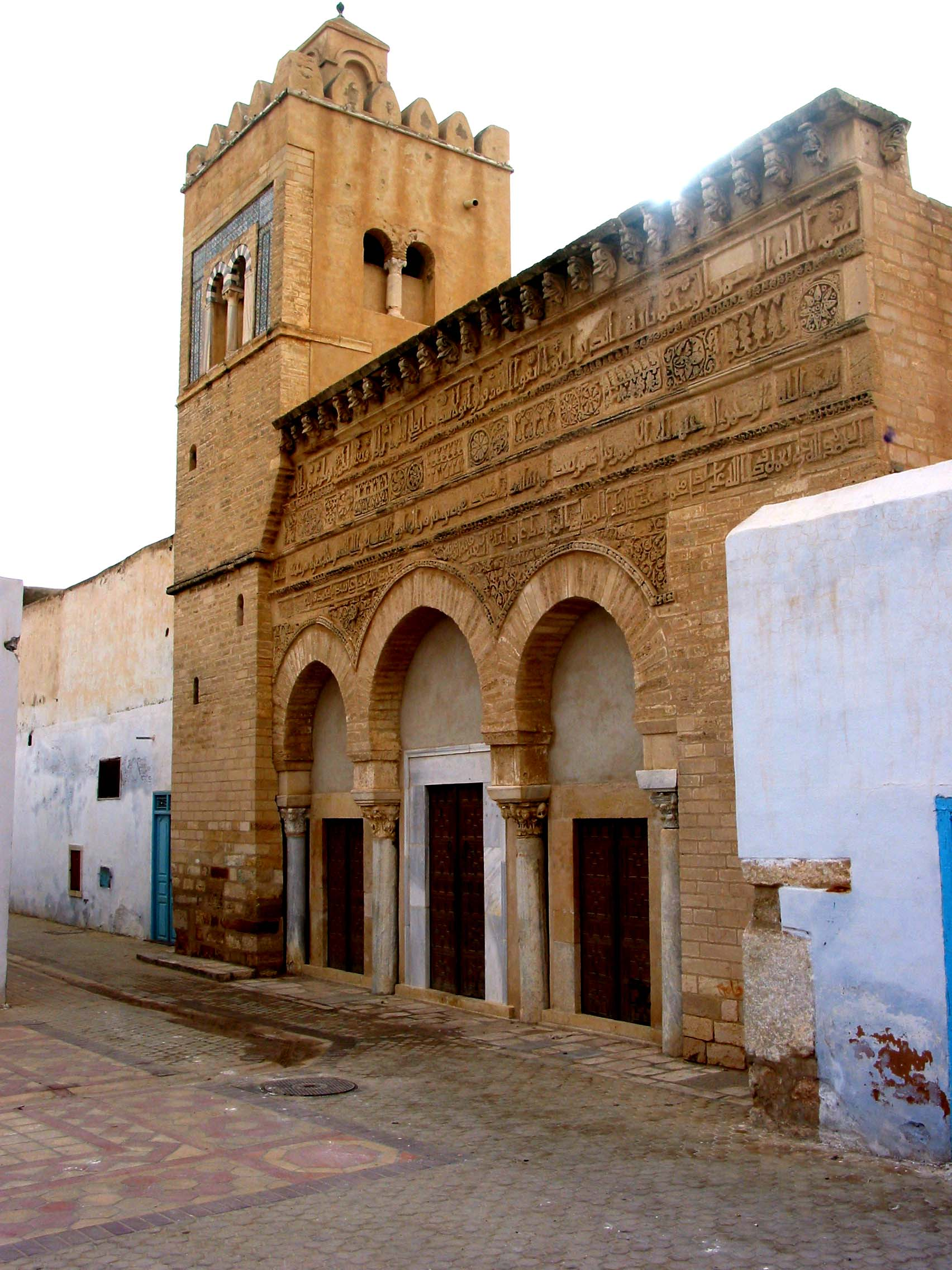
Мечеть трьох дверей